# Charles Lagrange
Pour les articles homonymes, voir Lagrange.
Charles Lagrange, né à Paris le 28 février 1804 et mort à La Haye le 22 décembre 1857, est un homme politique républicain français du XIXe siècle.

## Biographie
Charles Lagrange s'engagea à l'âge de seize ans dans l'artillerie de marine. En 1823, il servit comme canonnier pendant l'expédition d'Espagne. En 1829, il prit congé de l'armée et embrassa différentes professions pour subvenir aux besoins de sa famille : commerçant, chef de bureau aux Ponts-et-Chaussées, commis-voyageur et courtier en vins et eaux-de-vie.
Ardent partisans des idées libérales, il prit part aux combats des Trois Glorieuses en 1830. Comme beaucoup de révolutionnaires, il s'estima trahi par la monarchie de Juillet et devint l'un des nombreux opposants républicains au régime du « juste milieu ». Employé comme contremaître dans une fabrique lyonnaise, il fonda la « société du Progrès », une association d'esprit républicain et ouvriériste, mais dont les mots d'ordre étaient plutôt réformistes.
Tout d'abord réticent à l'idée d'engager une épreuve de force contre les autorités, Lagrange prit le commandement de l'insurrection lyonnaise d'avril 1834. Combattant avec témérité sur les barricades dont il avait organisé la construction, il s'illustra par son humanité envers ses adversaires en s'opposant notamment à la mise à mort d'un agent de police capturé par les insurgés. En fuite après la répression de la révolte, il fut arrêté en juillet à Saint-André (Loire). Jugé par la Cour des pairs, il se fit remarquer par sa défense très offensive (1835). Condamné à perpétuité et emprisonné à Sainte-Pélagie, il bénéficia d'une amnistie générale en 1839.
Lors de la révolution de février 1848, Lagrange apparut à nouveau parmi les chefs du soulèvement. Toutefois, répondant à une rumeur malveillante qui le poursuivit pendant de nombreuses années, il nia avoir tiré le coup de pistolet qui avait entraîné la fusillade décisive du boulevard des Capucines du 23 février. La rumeur avait été fondée sur le témoignage du secrétaire d'Odilon Barrot, M. Chambaron, qui avait crû reconnaître Lagrange à la tête du groupe d'émeutiers impliqué dans l'incident. Le préfet de police Pietri, qui était au moment des faits un agitateur républicain ainsi que l'agent de Jérôme Bonaparte, a affirmé à la fille de ce dernier qu'il était le véritable auteur du coup de feu. Le 24 février, Lagrange s'empara avec Marchais de l'hôtel de ville, dont il devint pour quelques jours le gouverneur. Il fut également élu colonel de la 9e de la garde nationale. Acclamé par la foule des insurgés, il se saisit aux Tuileries de l'acte d'abdication de Louis-Philippe et repoussa avec dédain le projet d'une régence de la duchesse d'Orléans, favorisant ainsi la naissance de la Deuxième République.

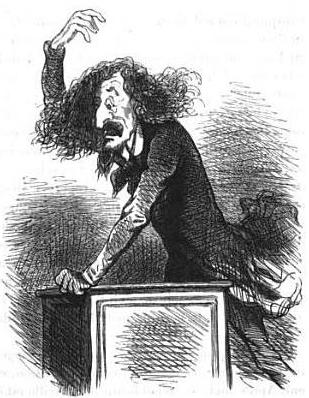
Caricature de Lagrange par Cham.

Élu représentant du peuple par les électeurs de la Seine lors des élections partielles de juin 1848, il siégea à l'extrême gauche de l'Assemblée nationale constituante, dans la Montagne. Prenant la défense des victimes de la répression des insurgés de juin, il demanda en vain leur amnistie. Affecté psychologiquement par la succession effrénée et la violence des événements de février, Lagrange se montra moins brillant à la tribune de l'Assemblée qu'il ne l'avait été sur le banc des accusés de la révolte lyonnaise. Ses obsessions donquichottesques, ses outrances oratoires et ses disputes avec ses interrupteurs firent de lui l'une des cibles des railleries et des attaques de la Droite.

« À l'Assemblée nationale, tout ce qu'il veut dire a un caractère sérieux ; tout ce qu'il dit s'empreint d'une forme comique. Il ânonne, il fait de grands gestes, il s'arrête, il engage des colloques avec ceux qui l'interrompent, et excite ainsi une hilarité constante. »

— Alexandre Dumas, Le Mois, 1er mars 1849

« Lagrange a des moustaches grises, une barbe grise, de longs cheveux gris ; il déborde de générosité aigrie, de violence charitable et de je ne sais quelle démagogie chevaleresque ; il a dans le cœur de l'amour avec il attise toutes les haines ; il est long, mince, maigre, jeune de loin, vieux de près, ridé, effaré, enroué, ahuri, gesticulant, blême avec le regard fou ; c'est le Don Quichotte de la Montagne. Lui aussi donne des coups de lance aux moulins, c'est-à-dire au crédit, à l'ordre, à la paix, au commerce, à l'industrie, à tous ces mécanismes d'où sort le pain. Le bon lourdaud Deville est son Sancho Pança. Avec cela, point d'idées ; des enjambées continuelles de la justice à la clémence et de la cordialité à la menace. Il proclame, acclame, réclame et déclame. Il prononce citoïens. C'est un de ces hommes qu'on ne prend jamais au sérieux, mais qu'on est quelquefois forcé de prendre au tragique. »

— Victor Hugo, Choses vues (1848), édition d'Hubert Juin, Paris, Gallimard, 2002, p. 643.
Réélu en 1849 à la Législative, Charles Lagrange continua à siéger parmi les députés de la Montagne.
Arrêté lors du Coup d'État du 2 décembre 1851, emprisonné quelques jours à Mazas, il fut forcé de s'exiler en Belgique, où il fut interné à Bruges par le gouvernement belge, qui l'expulsa de son territoire quelques mois plus tard pour faits de propagande républicaine. Réfugié en Angleterre puis aux Pays-Bas, Lagrange mourut en exil à La Haye en 1857.